# Łucja Piwowar-Bagińska
Łucja Piwowar-Bagińska (ur. 25 czerwca 1954 w Zielonej Górze) – polska malarka i wykładowczyni akademicka związana z Opolem.

## Życiorys
Absolwentka Państwowego Liceum Sztuk Plastycznych w Opolu oraz Państwowej Wyższej Szkoły Sztuk Plastycznych w Gdańsku. Dyplom uzyskała w 1982 roku w pracowni Jerzego Zabłockiego na Wydziale Malarstwa i Grafiki, tytuł pracy magisterskiej: „Problem światła w malarstwie europejskim od XVII do XX wieku”. Po ukończeniu studiów magisterskich zajmowała się pracą dydaktyczną w opolskich placówkach edukacyjnych. W 1996 roku uzyskała stopień doktora, a w 2001 roku habilitację na Akademii Sztuk Pięknych w Gdańsku. W latach 2002–2004 była wiceprezeską opolskiego okręgu Związku Polskich Artystów Plastyków. W zrzeszającym edukatorów, naukowców i artystów międzynarodowym stowarzyszeniu Moving.Lab z siedzibą w Luksemburgu pełni funkcję członkini założycielki.
Od 1990 roku jest związana zawodowo z Uniwersytetem Opolskim. Na tej uczelni pełniła funkcję dyrektora Instytutu Sztuki (w latach 2001–2005 i 2007–2017), a następnie (od 2017 do 2019 roku) dziekana Wydziału Sztuki. Była członkinią senatu Uniwersytetu Opolskiego w latach 2005–2008 i 2012–2016, jest profesorką Uniwersytetu Opolskiego od 2002 roku. Podczas Salonu Jesiennego 2004 otrzymała Nagrodę Galerii Sztuki Współczesnej w Opolu.

## Twórczość
Zajmuje się malarstwem sztalugowym oraz rysunkiem. Jej cykle malarskie stanowią doświadczenia artystyczne wiążące się z poszukiwaniami odpowiedniej materii, formy plastycznej, poszerzającej możliwości percepcji widzenia.

### Wybrane wystawy indywidualne i zbiorowe
- 2006 Łucja Piwowar Bagińska – malarstwo, Galeria Sztuki Współczesnej w Opolu, Opole[5];
- 2016 V Zamojskie Leśmianowe Biennale Sztuki „Dwa światy”, Zamojskie Towarzystwo „RENESANS” w partnerstwie z Muzeum Zamojskim, Zamość[6];
- 2018 Gdzie?, Galeria ZPAP Pierwsze Piętro w Opolu, Opole[7];
- 2019 WO IN ALLER WELT, Wydział Projektowania i Institut Intrare, Trier University of Applied Sciences, Trewir[8];
- 2019 POKOLENIA, Galeria Sztuki Współczesnej w Opolu, Opole[9].